# Economia empresarial
L'economia empresarial, en comptabilitat, des de la formació de les anomenades partides dobles la configuració de l'anomenada activa (l'activitat) i passiva (recursos involucrats) de qualsevol activitat o operació, o que implica l'assoliment dels objectius, seria llavors, la causa que els seus registres comptables o que l'objectiu del que s'anomena empresa i la seva economia tinguen beneficis o assoliment d'objectius.